# Вестфалски мир
Вестфалски мир ( , изговор  ( слушај)) је збирни назив за два мировна споразума потписана октобра 1648. године у вестфалским градовима Оснабрику и Минстеру. Они су окончали Тридесетогодишњи рат (1618–1648) и донели мир Светом римском царству, затворивши катастрофалан период европске историје у којем је страдало око осам милиона људи. Цар Светог римског царства Фердинанд III, краљевине Француска и Шведска, и њихови савезници међу принчевима Светог римског царства, учествовали су у преговорима.
Преговарачки процес је био дуг и сложен. Разговори су вођени у два града, јер је свака страна желела да се састане на територији под сопственом контролом. Укупно је стигло 109 делегација које представљају зараћене државе, али нису све делегације биле присутне у исто време. За окончање рата у Царству потписана су два уговора: Минстерски и Оснабрички уговор. Ови споразуми су окончали Тридесетогодишњи рат у Светом римском царству, са Хабзбурзима (владари Аустрије и Шпаније) и њиховим католичким савезницима на једној страни, борећи се против протестантских сила (Шведске и одређених светоримских кнежевина) у савезу са Француском (која иако католичка, снажно је антихабзбуршки расположена под краљем Лујем XIV).
Шпански споразум, којим је завршен Тридесетогодишњи рат потписан је 30. јануарa 1648. Уговором су признате независност Холандије и Швајцарске конфедерације. Уговор о Пиринејима из 1659. сматра се делом Вестфалског споразума, а потписале су га Француска и Шпанија.
Многи историчари Вестфалски мир сматрају почетком модерне ере. Тим споразумом створена је база међународног система суверених држава. Неколико стручњака међународних односа идентификовало је Вестфалски мир као порекло принципа кључних за модерне међународне односе, заједнички познатих као Вестфалски суверенитет. Међутим, неки историчари се противе, сугеришући да су се такви ставови појавили током деветнаестог и двадесетог века у вези са забринутошћу за суверенитет током тог времена.

## Позадина
Европа је била измучена  и Тридесетогодишњим и Осамдесетогодишњим ратом, који су узели велики данак у новцу и животима. Осамдесетогодишњи рат био је дуготрајна борба за независност Холандске републике са протестантском већином (модерне Холандије), коју је подржавала Енглеска са већинским протестантима, против Шпаније и Португала у којима су католици доминирали. Тридесетогодишњи рат је био најсмртоноснији од европских верских ратова, усредсређен на Свето римско царство. Рат, који се развио у четири фазе, укључио је велики број домаћих и страних играча, који су стали или на страну Католичке лиге или Протестантске уније (касније Хајлбронске лиге). Прашким миром (1635) окончана је већина верских аспеката рата, а француско-хабзбуршко ривалство је добило на значају. Са између 4,5 милиона и 8 милиона мртвих само у Тридесетогодишњем рату и деценијама непрекидног ратовања, потреба за миром је постајала све јаснија.

## Локације
Мировни преговори између Француске и хабзбуршког цара почели су у Келну 1636. године. Ове преговоре је у почетку блокирао кардинал Ришеље из Француске, који је инсистирао на укључивању свих својих савезника, било да су потпуно суверене земље или државе у оквиру Светог римског царства.  У Хамбургу су Шведска, Француска и Свето римско царство преговарали о прелиминарном миру у децембру 1641. године. Изјавили су да су припреме Келна и Хамбуршки споразум биле прелиминарне ствари за свеобухватни мировни споразум.
Преговори су се одигравали у Минстеру и Оснабрику. То су два града удаљена 50 km и налазе се у данашњој Северној Рајни-Вестфалији и Доњој Саксонији. Шведска је желела Минстер и Оснабрик, док је Француска предлагала Хамбург и Келн. Преговори су захтевали два места, јер су протестантске и католичке вође одбијале да се међусобно састану. Католици су користили Минстер, а протестанти Оснабрик. Оба града су задржана као неутралне и демилитаризоване зоне због преговора.
У Минстеру су вођени преговори између Светог римског царства и Француске, као и између Холандске републике и Шпаније које су 30. јануара 1648. потписале мировни уговор којим је окончан Осамдесетогодишњи рат који није био део Вестфалског мира. Минстер је, од свог поновног католичанства 1535. године, био стриктно једноконфесионална заједница. У њему се налазио каптол Кнеже-бискупије Минстера. Дозвољено је само римокатоличко богослужење, док су калвинизам и лутеранизам били забрањени.
Шведска је радије преговарала са Светим римским царством у Оснабрику, које су контролисале протестантске снаге. Оснабрик је био дводеноминациони лутерански и католички град, са две лутеранске и две католичке цркве. Градско веће је било искључиво лутеранско, а углавном грађани, али је у граду био смештен и католички каптол Кнежевине-бискупије Оснабрика и имао је много других католичких становника. Оснабрик је био потчињен од стране трупа Католичке лиге од 1628. до 1633. године, а затим га је заузела лутеранска Шведска.

## Делегације
Мировни преговори нису имали тачан почетак или крај, јер се 109 делегација никада није састало на пленарној седници. Уместо тога, различите делегације стизале су између 1643. и 1646. и одлазиле између 1647. и 1649. године. Највећи број дипломата био је присутан између јануара 1646. и јула 1647.
Делегације је послало 16 европских држава, 66 царских кнежевинапредстављајући интересе 140 царских кнежевина и 27 интересних група представљајући 38 група.
- Француску делегацију је предводио Анри II Орлеански, војвода од Лонгвила, а чиниле су је и дипломате Клод д'Аво и Абел Сервијен.
- Шведску делегацију је предводио гроф Јохан Оксенстијерна, а помагао му је барон Јохан Адлер Салвије .
- Царску делегацију је предводио гроф Максимилијан фон Траутмансдорф . Његови помоћници су били:
  - У Минстеру, Јохан Лудвиг фон Насау-Хадамар и Исак Волмар.
  - У Оснабрику Јохан Максимилијан фон Ламберг и Рајхшофрат Јохан Кране.
- Филипа IV Шпанског су представљале две делегације:
  - Шпанску делегацију је предводио Гаспар де Бракамонте и Гузман, а међу њима су били дипломате и писци Дијего де Саведра Фахардо и Бернардино де Реболедо .
  - Франш Конте и Шпанску Холандију представљали су Жозеф де Берген (који је умро пре склапања мира) и Антоан Брун .
- Као посредници су били папски нунције у Келну Фабио Киђи и венецијански посланик Алвизе Контарини .
- Делегације су послале и разне царске кнежевине Светог римског царства.
- Бранденбург је послао неколико представника, укључујући и Волмара.
- Република Холандија је послала делегацију од шест, укључујући два делегата из провинције Холандије, укључујући Адријана Паува и Вилема Риперду из провинције Оверијсел;[15][потребна страница] две покрајине су биле одсутне.
- Швајцарску конфедерацију представљао је Јохан Рудолф Ветштајн.

## Принципи Вестфалије
Вестфалски споразум садржи 4 основна принципа:
1. принцип суверенитета нација-држава и фундаментално право самоопредељења;
2. принцип правне једнакости међу нацијама-државама;
3. принцип обавезујућих међународних уговора међу државама, дакле везујућих уговора;
4. принцип немешања једне државе у унутрашња питања друге државе.

Због тих принципа, Вестфалски споразум из 1648. је изузетно значајан за међународне односе. Тим уговором створена је база модерног међународног система независних нација-држава. У ствари, то је био почетак закона међу сувереним државама., по коме једна другој гарантује независност и право народа на самоопредељење. Два најважнија нова принципа су били
- принцип суверенитета
- принцип једнакости нација.

То су биле праве политичке и правне иновације тога времена.
Споразум је дефинисао принципе суверенитета и једнакости држава, да би се успоставио трајни мир и пријатељство међу државама, са узајамно прихватљивим системом међународног права, базираног на међународно везујућим уговорима. По први пут је успостављен систем, који је поштовао људска права и био је базиран на међународном праву, уместо на грубој сили и праву јачег да одређује односе међу државама.
Био је присутан и пети принцип, а то је идеја да победник треба да даде уступке и да сарађује са циљем да се постигне трајни мир.
Укратко, кључно за Вестфалски мир је суверенитет нација.

## Споразуми
Два одвојена уговора су чинила коначно мировно решење:
- Минстерски уговор (Instrumentum Pacis Monasteriensis, ИПМ),[16][17] између цара Светог римског царства и Француске, заједно са њиховим савезницима
- Уговор из Оснабрука (Instrumentum Pacis Osnabrugensis, ИПО),[18][19] између цара Светог римског царства и Шведске, заједно са њиховим савезницима

## Исходи преговора
Већина одредби уговора је дело кардинала Мазарена, који је био де факто владар Француске, јер је краљ био малолетан. Француска је из рата изашла у много бољем положају од било које друге државе, па је Француска већином диктирала Вестфалски мир.
- Шведска је добила Померанију, Визмар и Бремен
- владари немачких држава поново могу одредити веру њихове територије
- калвинизам је постао службена вера
- настале су нове силе: Шведска и Француска. Шведско време као велике силе било је краткотрајно

Други значајан резултат је да је окончана идеја да Свето римско царство има духовну доминацију над осталим хришћанским светом. Националне државе постају највиши ниво власти, који не одговара ником изнад. Сви су признали Аугсбуршки мир из 1555, по коме је вера кнеза одређивала веру државе (лат. Cuius regio, illius religio)
Признате су и територијалне промене:
- Француска је добила бискупије Мец, Тул, Верден и хабзбуршки део Алзаса (не укључује Стразбур или Милуз). Добила је и глас у немачком Рајхстагу
- Шведска је добила Западну Померанију и бискупије Бремен и Штетин. Добила је контролу над великим делом ушћа Одре, Лабе и Везера и добила је глас у немачком Рајхстагу
- Баварска је добила глас у царској скупштини кнезова изборника
- Бранденбург (касније Пруска) добио је Источну Померанију и бискупије Магдебург и Халберштат
- Швајцарска је призната као независна држава
- Протестантска Холандија је службено призната као независна. Дотад је била у шпанском поседу.
- Различите независне немачке државе (око 360) добијају право да воде властиту спољну политику, али не смију да воде рат против Светог римског царства. Цело царство може да води ратове и потписује уговоре.
- Забрањује се избор цара пре него што је постојећи мртав
- Рајнски Палатинат је подељен између Карла I Лудвига Палатинског и Максимилијана I Баварског, дакле између протестаната и католика. Протестанти добијају западни део близу Рајне, а Максимилијан добија горњи Палатинат, у данашњој Баварској.

### Основна начела споразума
Основна начела Вестфалског мира била су:
- Све стране би признале Аугзбуршки мир из 1555. године, по коме је сваки кнез имао право да одређује веру своје државе (принцип [[Cuius regio, illius religio|cuius regio, eius religio]]). Међутим, ius reformandi је уклоњен: поданици више нису били приморани да следе конверзију свог владара. Владарима је било дозвољено да бирају између католицизма, лутеранизма и калвинизма.[20][21]
- Дана 1. јануара 1624. је дефинисан као нормативни датум за одређивање доминантне религије у једној држави. Сва црквена имовина требало је да се врати у стање из 1624. године. Хришћанима који живе у кнежевинама у којима њихова вероисповест није била установљена црква било је загарантовано право да практикују своју веру приватно, као и јавно током одређених сати.[21]
- Француска и Шведска су признате као гаранти царског устава са правом посредовања.[22]

### Територијална прерасподела
- Француска је задржала бискупије Мец, Тул и Верден код Лорене, добила градове Декапол у Алзасу (осим Стразбура, Стразбурске бискупије и Милуза) и град Пињерол у близини шпанског војводства Милана .
- Шведска је добила одштету од пет милиона талира, које је користила првенствено за плаћање својих трупа.[23] Шведска је даље примила Западну Померанију (од тада Шведску Померанију), Висмар и Принц-бискупије Бремена и Вердена као наследне феуде, чиме је добила место и глас у Царском диету Светог римског царства, као и у Горњесаксонском, Доњесаксонском и Вестфалском диету (Креистаге).[24] Међутим, формулације уговора биле су двосмислене:
  - Да би избегао прикључење у шведски Бремен-Верден, град Бремен је затражио царску непосредност. Цар је удовољио овом захтеву и одвојио град од околне бременске бискупије. Шведска је покренула шведско-бременске ратове 1653/54 у неуспелом покушају да заузме град.[24]
  - Уговор није одлучио о шведско-бранденбуршкој граници у Војводству Помераније. У Оснабрику, и Шведска и Бранденбург су полагали право на цело војводство, које је било под шведском контролом од 1630. упркос правним захтевима за сукцесију Бранденбурга. Док су се стране 1653. године договориле око границе, сукоб се наставио.[24]
  - Уговором је одлучено да војводе од Мекленбурга, захваљујући својој реинвестицији Швеђанима, уступе Висмар и мекленбуршке лучке путарине. Док је Шведска схватила да ово укључује путарине свих мекленбуршких лука, мекленбуршки војводе као и цар су схватили да се ово односи само на Висмар.[24]
  - Бискупија Минстер је такође полагала право на Вилдехаузен, малу ексклаву Бремен-Вердена и крхку основу за седиште Шведске у Вестфалском кругу.[24]
- Баварска је задржала глас Палатината у Изборном колегијуму Светог римског царства, што јој је додељено царском забраном изборног палатина Фридриха V 1623. године. Принц Палатин, Фредериков син, добио је нови, осми електорски глас.[25]
- Палатинат је подељен између поново успостављеног изборног палатинаца Карла Лудвига (сина и наследника Фридриха V) и изборног војводе Максимилијана од Баварске, а тиме и између протестаната и католика. Карло Лудвиг је добио Доњи Палатинат, уз Рајну, док је Максимилијан задржао Горњи Палатинат, северно од Баварске.[тражи се извор]
- Бранденбург-Пруска је добила Даљу Померанију и бискупије Магдебург, Халберштат, Камин и Минден.
- Разјашњена је сукцесија Јулих-Клеве-Берга, чији је последњи војвода умро 1609. године. Јулих, Берг и Равенштајн су дати грофу Палатину од Нојбурга, док су Кливс, Марк и Равенсберг припали Бранденбургу.[тражи се извор]
- Принц-бискупија Оснабрика би се смењивала између католичких и лутеранских бискупа, са протестантским бискупима бираним међу питомцима куће Брунсвик-Линебург.
- Препреке за трговину и пословање које су подигнуте током рата су укинуте, а загарантован је „степен“ слободне пловидбе Рајном.[26]

### Унутрашње политичке границе
Моћ коју је ужива Фердинанд III му је одузета и враћена владарима царских држава. Владари царских држава поново су могли да бирају своје званичне религије. Католици и лутерани су редефинисани као једнаки пред законом, а калвинизам је правно признат као званична религија. Независност Холандске Републике, која је практиковала верску толеранцију, такође је обезбедила сигурно уточиште за европске Јевреје.
Света столица је била веома незадовољна нагодбом, а папа Иноћентије X је у були Zelo Domus Dei назвао „ништавим, неважећим, неправедним, проклетим, непристојним, бесмисленим, испразним и без ефекта за сва времена“.

## Наслеђе
Уговори нису у потпуности окончали сукобе који су произашли из Тридесетогодишњег рата. Борбе су се наставиле између Француске и Шпаније све до Пиринејског споразума 1659. године. Холандско-португалски рат који је почео током Иберијске уније између Шпаније и Португала, као део Осамдесетогодишњег рата, трајао је до 1663. године. Ипак, Вестфалски мир је решио многа отворена европска питања тог времена.

### Вестфалски суверенитет
Неки проучаваоци међународних односа идентификовали су Вестфалски мир као порекло принципа кључних за модерне међународне односе, укључујући неповредивост граница и немешање у унутрашње послове суверених држава. Овај систем је у литератури постао познат као Вестфалски суверенитет.  Већина модерних историчара доводи у питање повезаност овог система са Вестфалским миром, називајући га „Вестфалским митом“. Они су оспорили гледиште да је систем модерних европских држава настао из Вестфалских уговора. Уговори у свом тексту не садрже ништа о верској слободи, суверенитету или равнотежи снага што би се могло тумачити као принцип међународног права. Уставна уређења Светог римског царства су једини контекст у коме се у тексту помињу суверенитет и верска једнакост, али то нису нове идеје у овом контексту. Иако уговори не садрже основу за савремене законе самих нација, они симболизују крај дугог периода верског сукоба у Европи.

## Значај
Вестфалски мир је означио почетак модерних националних држава („вестфалских држава“), чиме је започела и модерна дипломатија. Први пут је признат суверенитет сваке државе. Ратови после тога не воде се око вере, него око државе. То је омогућило католицима и протестантима да постану савезници унутар својих држава. Вестфалски мир је зацементирао и поделу Немачке, спречавајући је да се уједини у једну националну државу. Често се истиче да је Вестфалски мир темељ за проучавање међународних односа.

### Модерни погледи
На симпозијуму одржаном 1998. (350 година од Вестфалског мира) о политичкој релевантности Вестфалског мира, Хавијер Солана је изјавио да су „хуманост и демократија били два принципа, који нису били релевантни за оригинални вестфалски поредак“, па је дао критику да „вестфалски систем има своје границе. Принцип суверенитета, на коме се заснива произвео је базу за ривалства уместо савеза држава, искључења уместо интеграције“.
Током 2000, немачки министар спољних послова Јошка Фишер је изјавио да је застарели систем европске политике заснован на вестфалском поретку „Кључни концепт Европе након 1945. године био је и још увек је одбијање принципа равнотеже снаге и хегемонистичких амбиција индивидуалних држава, што се појавило након вестфалског мира 1648. године. То одбијање је узело облик мешања виталних интереса и трансфер суверених права држава нација на наднационалне европске институције“.
После мадридских напада Ал Каида је објавила да „међународни систем запада изграђен после Вестфалског мира ће пропасти и настаће нови систем заснован на вођству моћне исламске државе“.